# 比斯特雷

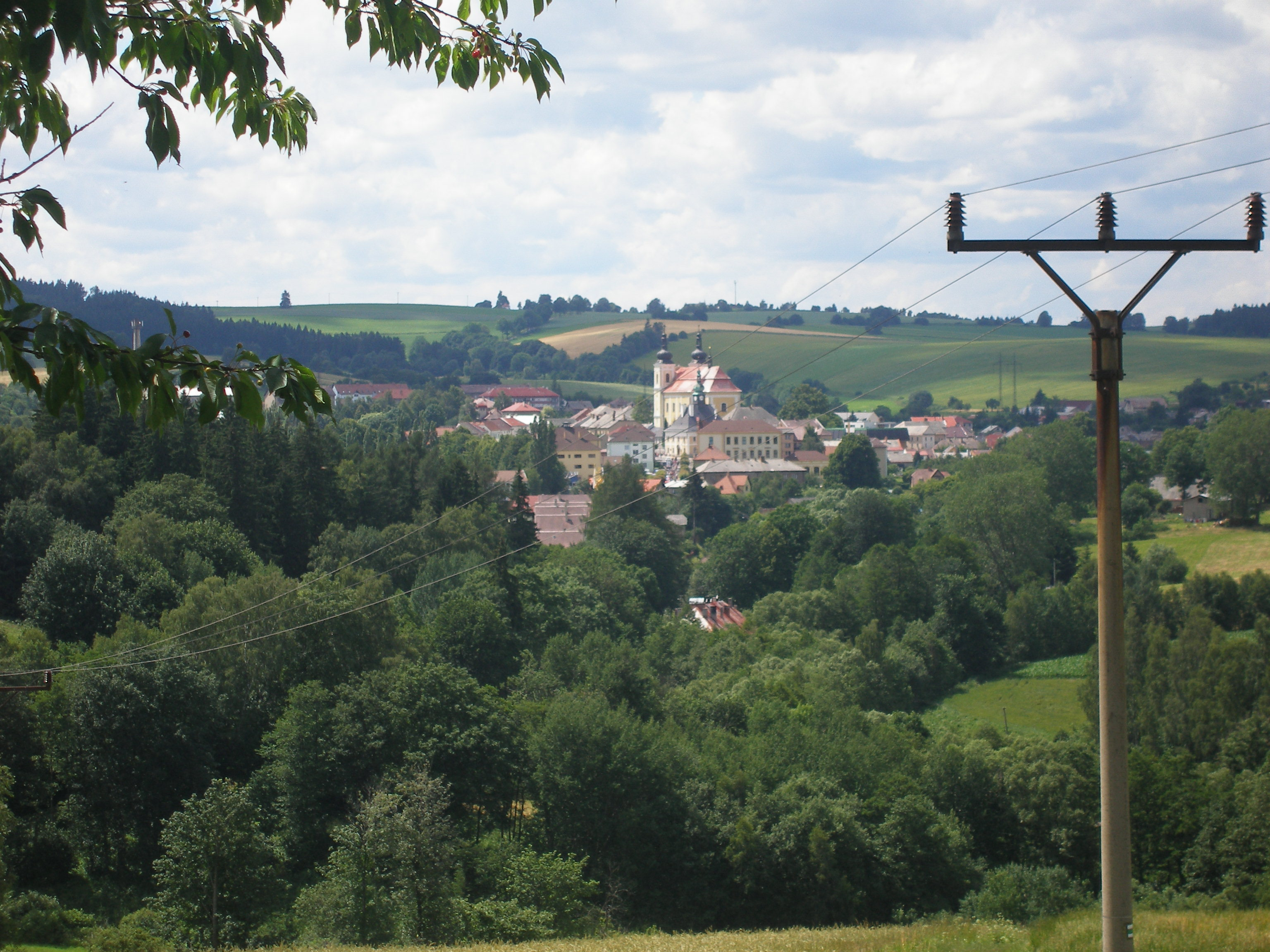

比斯特雷是捷克的城鎮，位於該國東部，距離波利奇卡約12公里，由帕爾杜比采州負責管轄，面積14.09平方公里，海拔高度604米，2010年人口1,625。